# سفارة السويد في فيتنام
سفارة السويد في فيتنام هي أرفع تمثيل دبلوماسي لدولة السويد لدى فيتنام. تقع السفارة في هانوي وهي تهدف لتعزيز المصالح السويدية في فيتنام.

## وصلات خارجية
- قائمة سفارات السويد
- قائمة السفارات في فيتنام